# میلان دووژاک
میلان دووژاک (چکی: Milan Dvořák؛ زادهٔ ۱۹ نوامبر ۱۹۳۴) یک بازیکن فوتبال اهل جمهوری چک است.

## باشگاهی
از باشگاه‌هایی که در آن بازی کرده‌است می‌توان به باشگاه فوتبال بوهمیانس ۱۹۰۵، دوکلا پراگ و باشگاه فوتبال ویکتوریا ژیژکوف اشاره کرد.

## تیم ملی
وی همچنین سابقه ۱۳ بازی در تیم ملی فوتبال چکسلواکی را در کارنامه دارد.